# Reperto balistico
Un reperto balistico è l'oggetto trovato o da reperire, strettamente collegato all'uso delle armi in un caso giudiziario.

## Caratteristiche
Può essere di armi bianche (coltello, arco, freccia..) o di armi da fuoco (fucile, pistola, proiettile…)
Si dice balistico perché sottoposto all'analisi, allo studio ed alla ricerca scientifica, oltre che alla valutazione ed alla classificazione delle armi da fuoco e in particolare delle munizioni.

## Esame balistico
L'esame balistico su un reperto viene effettuato seguendo uno schema metodico e tramite strumenti specifici altamente tecnologici:
- procedimento di identificazione dell'arma tramite la comparazione dei fondelli dei bossoli per dimensione, morfologia, solchi di rigatura, ecc. (la rigatura e foratura della canna imprimono alla pallottola un movimento rotatorio lungo il proprio asse distinguendo ogni arma)
- rigenerazione dei numeri matricolari eventualmente obliterati
- studio del comportamento del proiettile una volta espulso dalla canna dell'arma fino all'impatto sul bersaglio ricostruendone la traiettoria (data dal peso del proiettile e dalla resistenza dell'aria che lo rallenta).
- inserimento del reperto nel database della polizia di stato IBIS (Integrated Ballistics Identification System) perché risulti eventualmente una correlazione con altri episodi.